# Pseudoliotina
Pseudoliotina is een geslacht van weekdieren uit de klasse van de Gastropoda (slakken).

## Soorten
- Pseudoliotina discoidea (Reeve, 1843)
- Pseudoliotina springsteeni McLean, 1988